# Cefradină
Cefradina este un antibiotic din clasa cefalosporinelor de primă generație, fiind utilizat în tratamentul unor infecții bacteriene.

## Sinteză

Sinteza cefradinei